# Ignacio Warnes (provins)

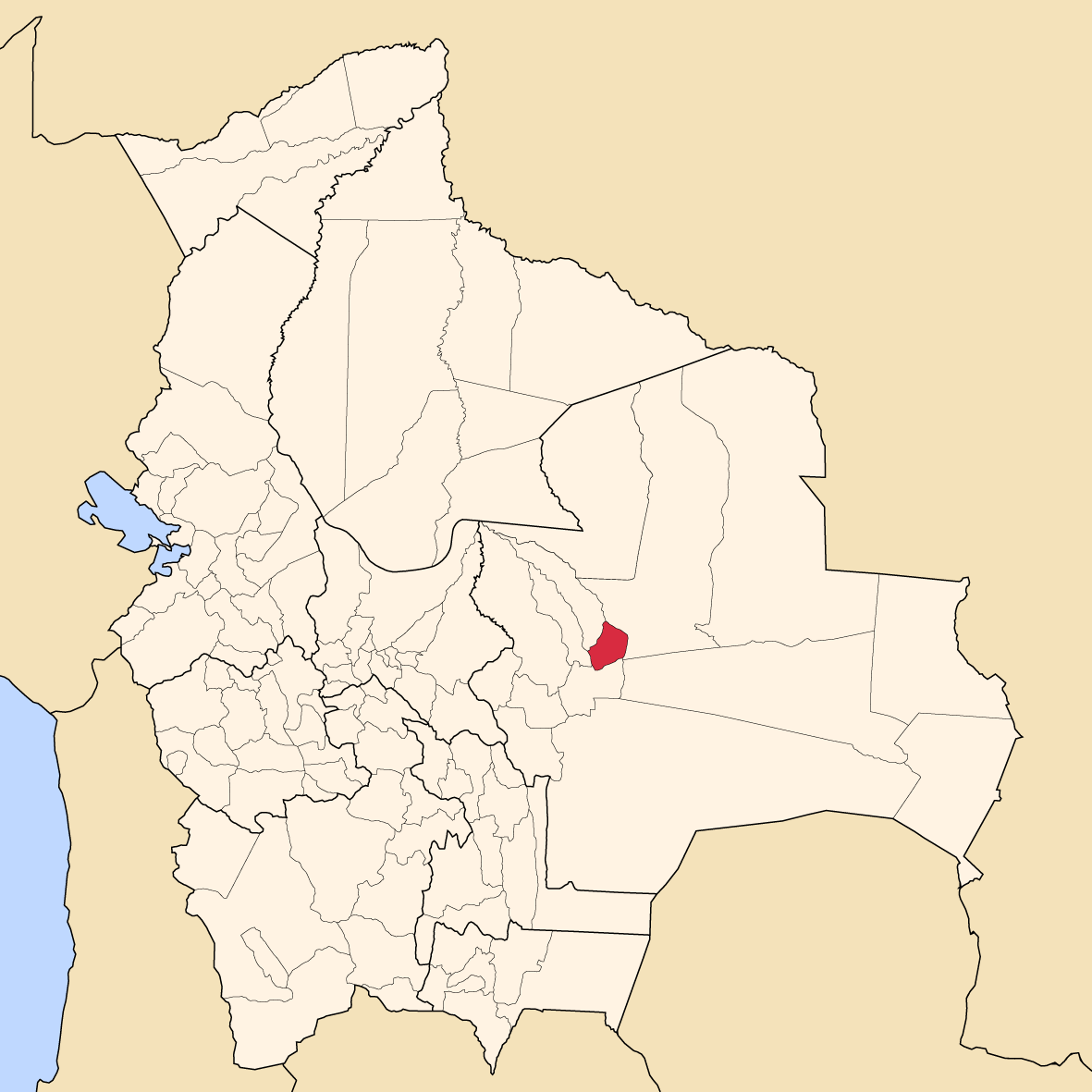
Provinsens läge i Bolivia

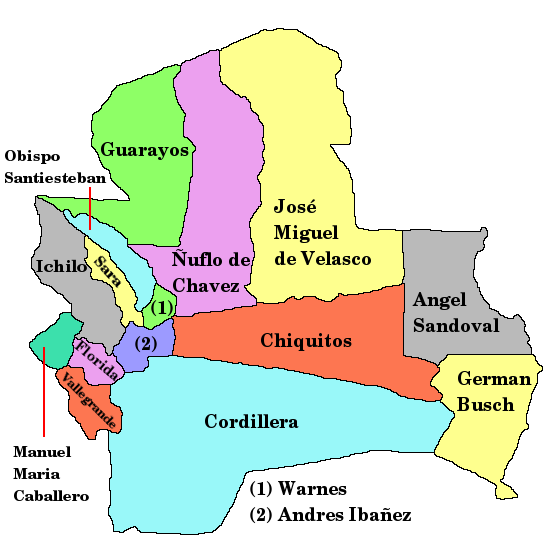
Provinser i Santa Cruz

Ignacio Warnes är en provins i departementet Santa Cruz i Bolivia. Den administrativa huvudorten är Warnes.